# Longueville-sur-Aube
Longueville-sur-Aube település Franciaországban, Aube megyében. Lakosainak száma 133 fő (2022. január 1.). Longueville-sur-Aube Boulages, Charny-le-Bachot, Étrelles-sur-Aube, Méry-sur-Seine, Plancy-l’Abbaye és Saint-Oulph községekkel határos.

## Népesség
A település népességének változása:
| Lakosok száma | 151  | 131  | 117  | 133  | 127  | 126  | 123  | 128  | 130  | 133  |
|               | 1968 | 1982 | 1990 | 2006 | 2013 | 2015 | 2017 | 2019 | 2020 | 2022 |